# St. Lucia (Stolberg)

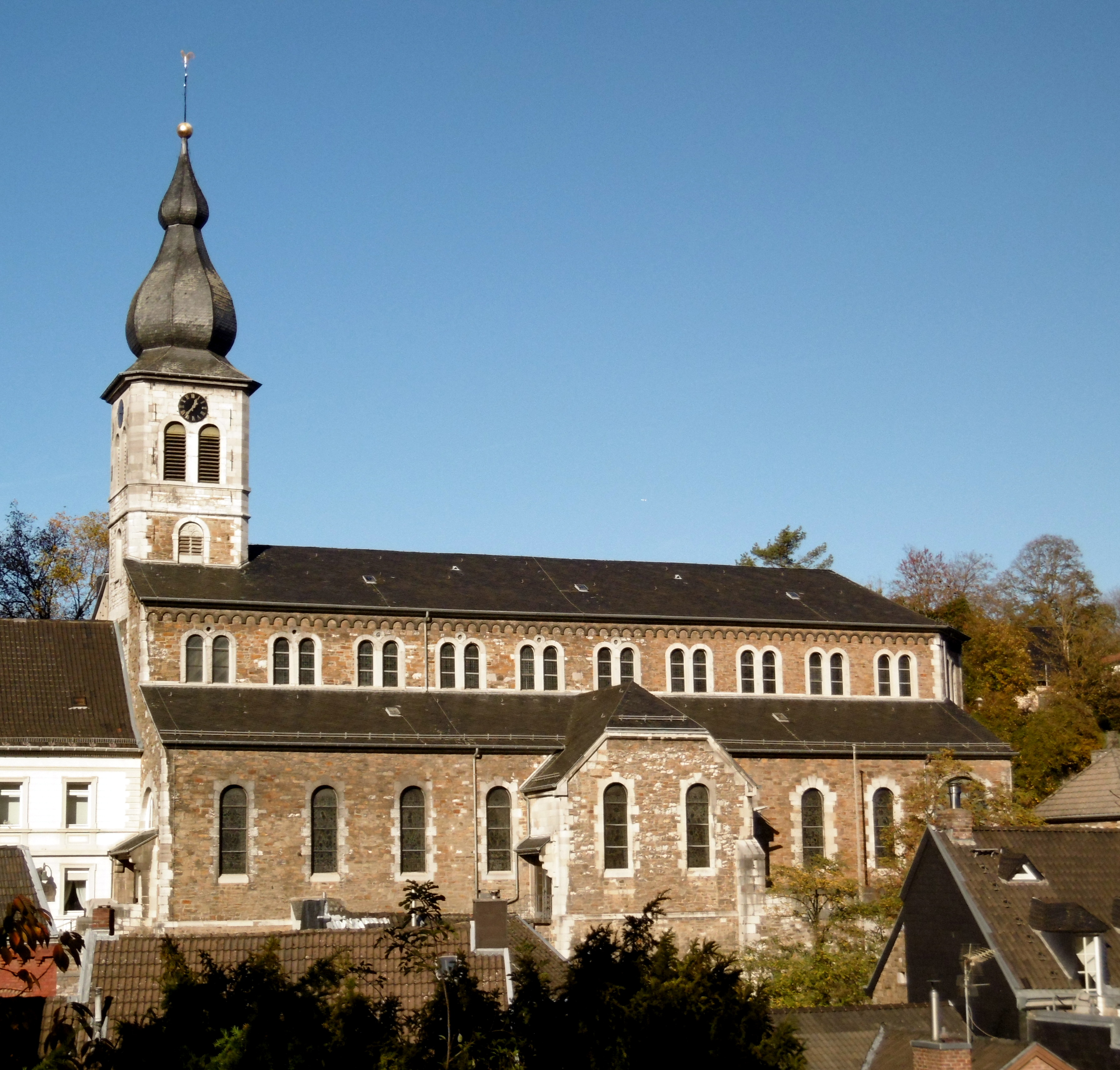
St. Lucia

St. Lucia ist der Name der katholischen Pfarre und Kirche in der Stolberger Altstadt der Stadt Stolberg (Rhld.) in der Städteregion Aachen. Die Kirche liegt östlich der Stolberger Burg und ist die älteste Kirche der Stadt und Mutter anderer Pfarren. Ihre Ursprünge reichen bis zur Burgkapelle zurück.

## Geschichte

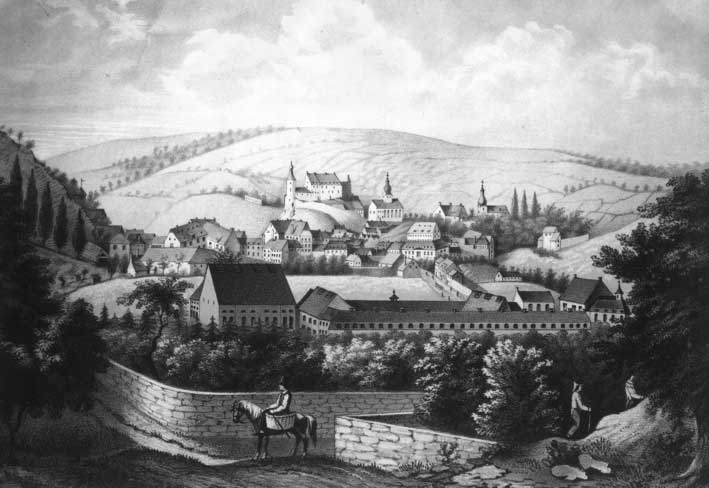
Blick vom Kranensterz 1800

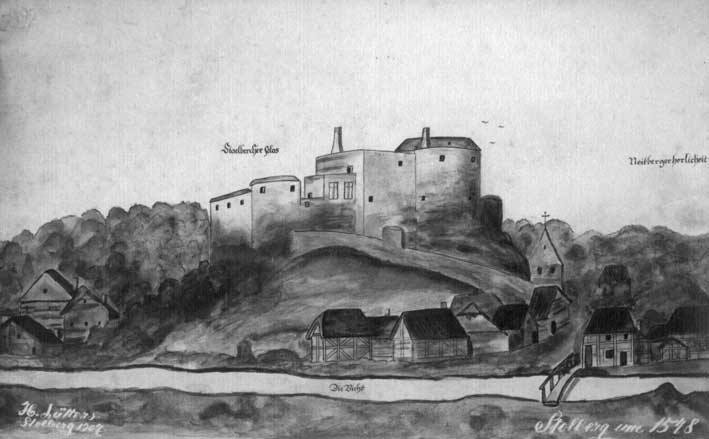
Ergänzte Nachzeichnung der ersten Abbildung der Kapelle am Fuß des Burgfelsens 1548

Erstmals erwähnt wurde die Burgkapelle im 14. Jahrhundert. Damals stand sie unter dem Patrozinium der Heiligen Dreifaltigkeit. Dies ist ein typisches Burgkapellenpatrozinium. Zu dieser Zeit lag sie noch innerhalb der alten Burg und ist zusammen mit dieser 1375 untergegangen.
Die erste zeichnerische Darstellung der neueren Kapelle des 15. oder 16. Jahrhunderts findet sich auf der Karte des Vichttals, die Egidius von Walschaple 1548 anfertigte. Sie zeigt eine kleine Kapelle, die sich an den Burgfelsen schmiegt. Diese wurde außerhalb der Kernburg, aber noch innerhalb der Vorburg innerhalb des äußeren Berings errichtet. Die abgebildete Kirchenfassade mit den Fenstern beruhen auf einer hypothetischen Rekonstruktion der an dieser Stelle schadhaften Originalzeichnung.
Der Pfarrer von Eschweiler klagte 1550 wegen der eigenmächtigen Einsetzung eines Pfarrers in Stolberg durch den Burgherren Hieronymus von Efferen, der 1554 auch einen Friedhof anlegen ließ. Johann von Efferen wies dem Eschweiler Geistlichen gar die Türe und berief an seiner statt einen protestantischen Prediger. Auch gestattete er den Lutheranern 1592 bis 1606 die Nutzung der Burgkapelle. Bis 1745 war St. Lucia ein Vikariat der Eschweiler Kirche St. Peter und Paul, seither ist sie eine eigenständige Pfarre. Von 1737 bis 1802 wirkten hier Kapuzinerpatres. 1802 wechselte das Patrozinium ganz zu St. Lucia. 1888 wurde St. Mariä Himmelfahrt auf der Mühle als eigenständige Pfarre ausgegliedert, die ihrerseits nach dem Zweiten Weltkrieg zur Mutterpfarre von St. Franziskus in der Velau wurde. 
Bekannte Pfarrer sind Roland Ritzefeld (1840–1900), der die Kirche erweiterte und für die Pfarre das nach ihm benannte Rolandshaus als Sitz des katholischen Gesellenvereins sowie das Bethlehem-Krankenhaus aufbaute, sowie Maximilian Goffart, der die Kirche mit einer konzertanten Orgel ausstattete und von 1978 bis zu seinem Tode 1980 Weihbischof in Aachen war. Goffarts Vorgänger war der langjährige Pfarrer Boltersdorf, sein Nachfolger Heribert Bahnschulte, der später Pfarrer im Bethlehem-Krankenhaus wurde. Heute wird die Pfarre von Pastor Funken betreut, der gleichzeitig Pfarrer von St. Mariä Himmelfahrt ist. 1925 wurde Pfarrer Schmitz der erste Dechant des neu eingerichteten Dekanats Stolberg. Die Trägerschaft des Kindergartens übergab die Pfarre 2006 wegen der Finanznot des Bistums der Stadt Stolberg.

## Lage, Umgebung und Baubeschreibung

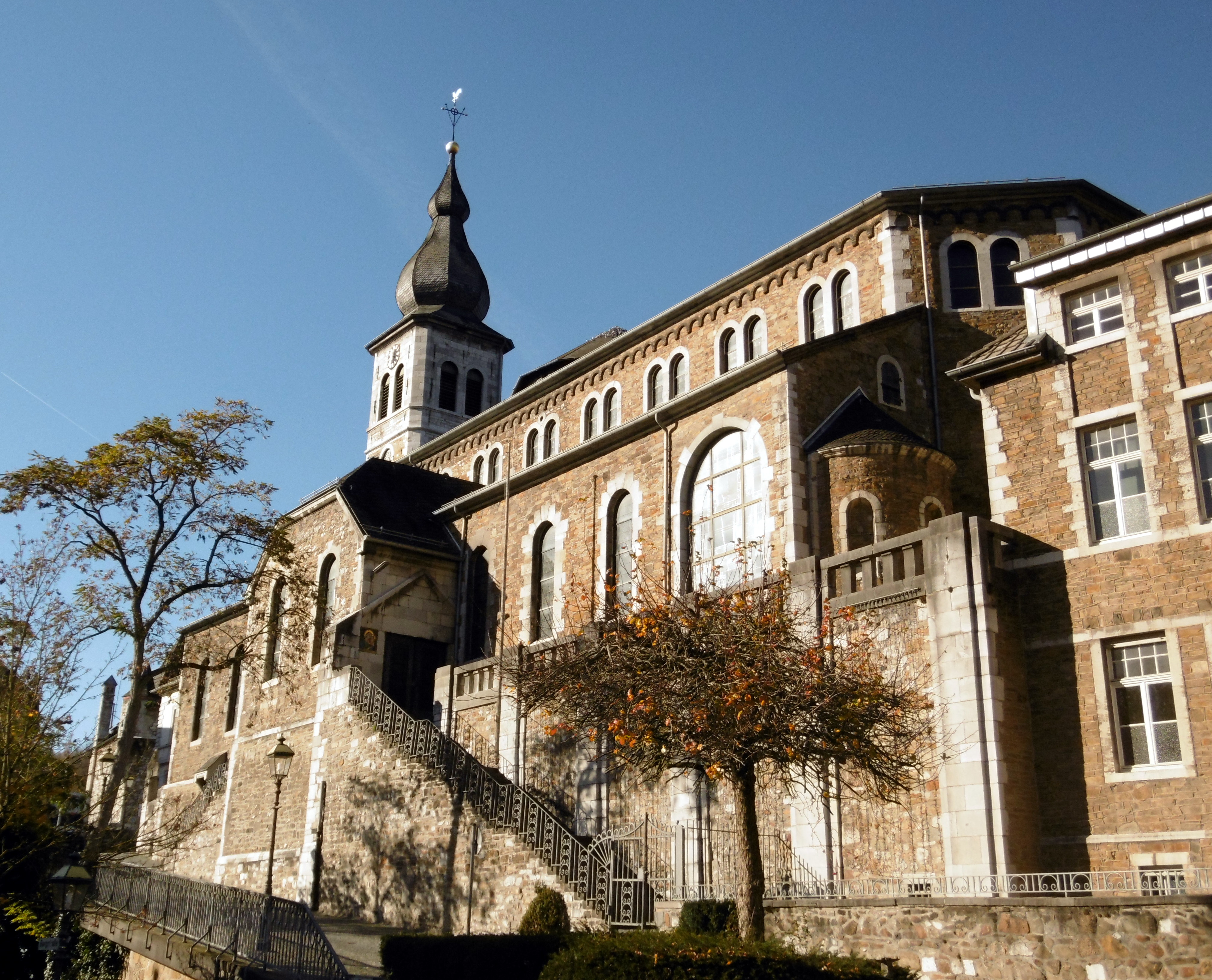
Aufgang am Luciaweg zum südlichen Seitenschiff

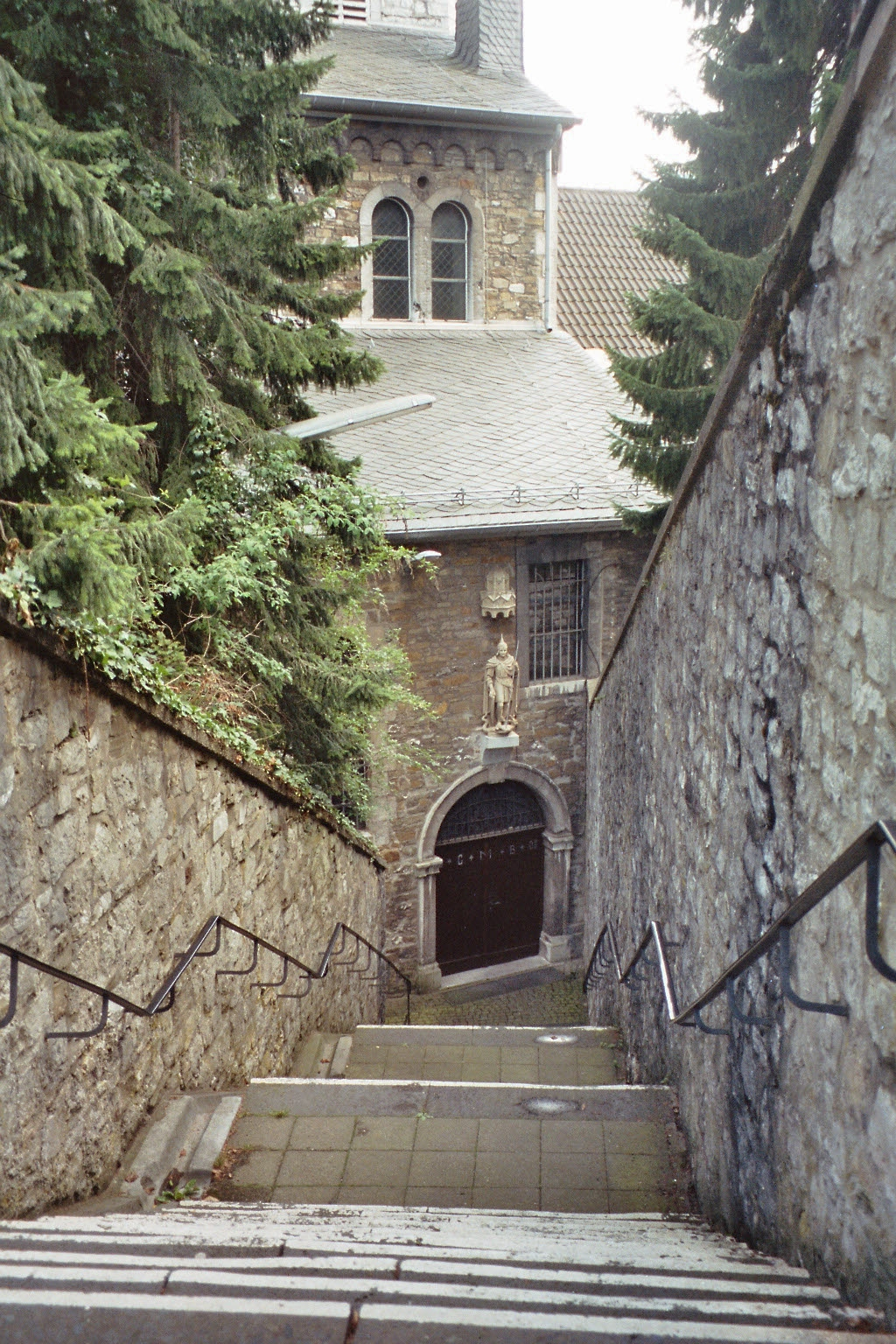
Zugang von der Katzhecke

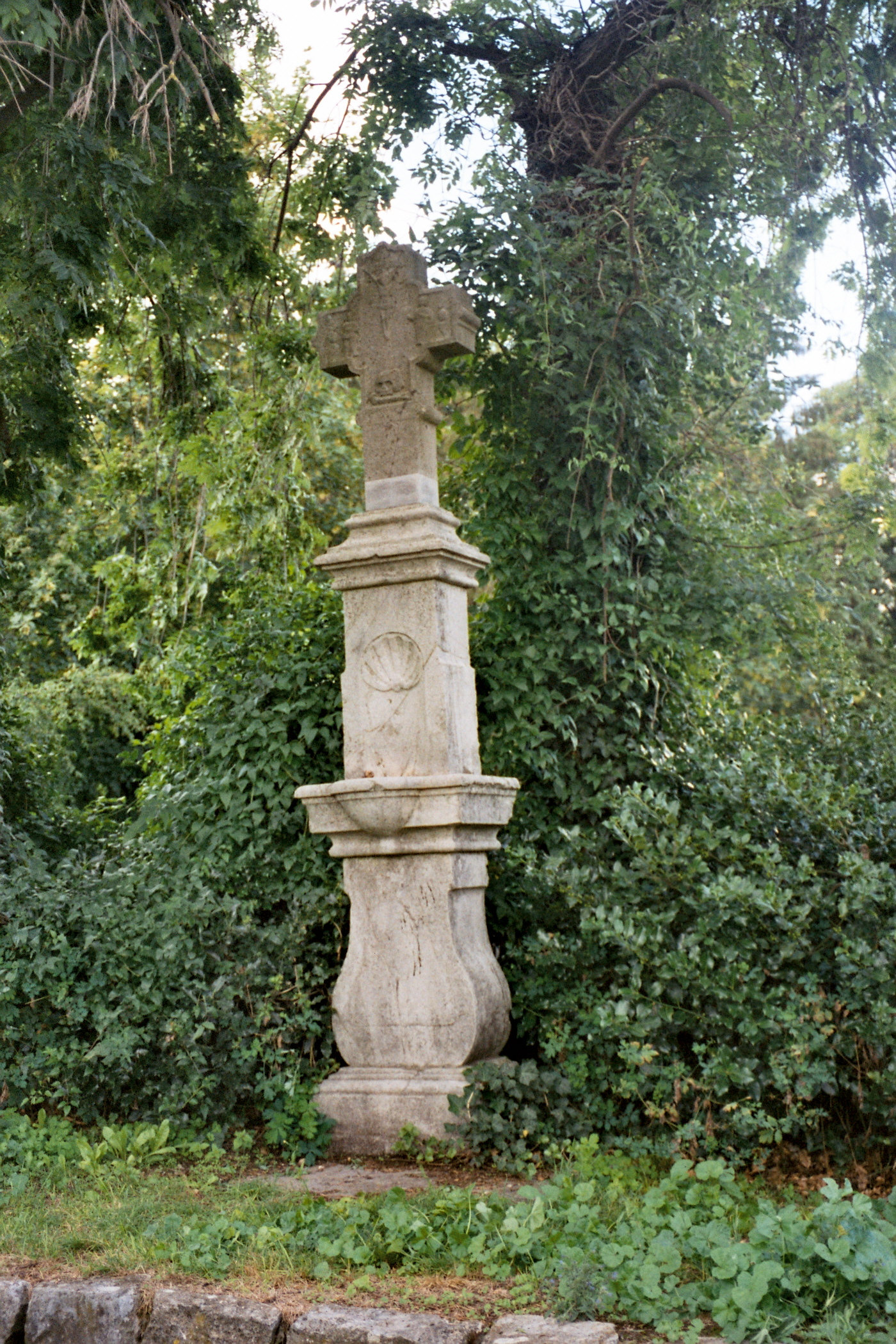
Pestkreuz auf dem ehemaligen Friedhof

Die Kirche schließt sich östlich an die Burg an und weist eine geostete Orientierung auf. Sie ist stark in den Hang gebaut: Vom Burgplatz bzw. der Katzhecke im Norden steigt man eine steile Treppe herab, zum südlichen Hauptportal führt eine Treppe hinauf. Hier steht eine Kalksteinskulptur des Teufels mit einem Hahn, der den Besucher in ein Buch einträgt. Zum südlichen Querschiff führen parallel zum Seitenschiff zwei Treppen hinauf, deren Türen jedoch heute nicht mehr genutzt werden. 
St. Lucia ist eine dreischiffige Basilika neuromanischen Stils. Ihre heutige Gestalt erhielt die Kirche Mitte des 19. Jahrhunderts und Anfang des 20. Jahrhunderts, als das Bevölkerungswachstum infolge der Industrialisierung Erweiterungen des Kirchenschiffs notwendig machte. Der Chor wurde erweitert und mit dem Bau der Seitenschiffe unter der Leitung des damaligen Pfarrers Ritzefeld begonnen. Der Baubeginn des Kirchturms, der das Kirchengebäude im Westen bekrönt, fällt ins Jahr 1759, seine beiden unteren Geschosse sind noch in originaler Bausubstanz erhalten. Bei der Beseitigung der Schäden des Erdbebens von 1756 wurde auch das Kirchenschiff um 18 Fuß verlängert, außerdem eine Orgelempore errichtet. 1851/52 wurde nach Plänen von Theodor August Stein ein neuer Chor und neue Seitenschiffe errichtet, die Seitenschiffe wurden 1859/60 verlängert und ein neuer Turm nach Plänen von Julius Kruse gebaut.
Nach dem Zweiten Weltkrieg wurde der Spitzturm des Kirchturms durch eine Zwiebelhaube ersetzt. Im Westen, gegenüber der Torburg, schließt sich am Lucia-Platz auch das Pfarrhaus mit Pfarrbüro und Pfarrerswohnung an, ein weißer, denkmalgeschützter Bau. 

### Kirchhof
Der Kirchhof wurde Ende des 19. Jahrhunderts zugunsten des neu angelegten Friedhofs an der Bergstraße geschlossen. Heute ist er eine Grünanlage und dient als Durchgang vom nördlichen Burgvorplatz, dem Faches-Thumesnil-Platz, zum Vogelsang. Auf ihm steht ein altes Pestkreuz.

### Fenster
Die Fenster der Nordseite aus dem Jahre 1891 sind stilistisch dem Historismus zuzurechnen. Sie wurden in der Johannishütte an der Zweifallerstraße gefertigt. Die Szenen aus der Apostelgeschichte zählen zum Frühwerk des aus Stolberg stammenden Künstlers Christian Schneiders, der seit 1882 Inhaber der renommierten Kölner Glasmalereiwerkstätte Schneiders & Schmolz war. Die zwei Löwen des Rundbogenfensters am Aufgang zur Katzhecke sind vermutlich Symbole des Herzogtums Jülich. Das Fenster der Sakramentskapelle stammt von der Aachener Glasmalerin Maria Katzgrau (1912–1998). Es wurde 1970 bei Oidtmann in Linnich gefertigt und zeigt farbige Ornamente.

## Orgel

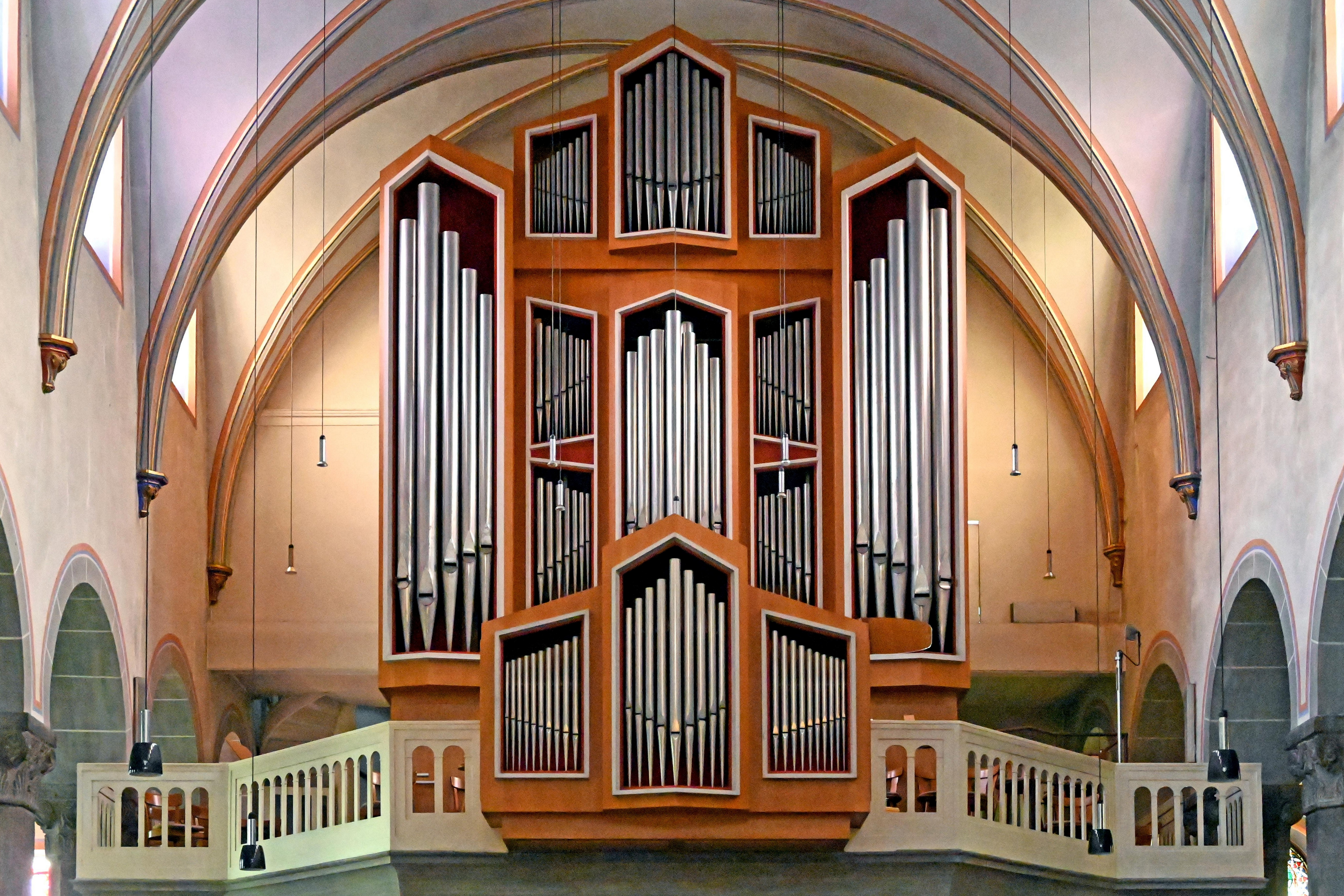
Orgel von 1976 (Heinz Wilbrand, Übach-Palenberg)

Die Orgel wurde 1976 von dem Orgelbauer Heinz Wilbrand (Übach-Palenberg) erbaut, wobei 8 Register aus der Vorgängerorgel übernommen wurden, die 1938 von der Orgelbaufirma Georg Stahlhuth & Co. gebaut worden war. Das Instrument hat 42 Register auf drei Manualen und Pedal. Die Spieltrakturen sind mechanisch, die Registertrakturen elektrisch. Für die Neuerrichtung der Orgel wurde die obere der ursprünglich vorhandenen beiden Emporen abgerissen.
| I Rückpositiv C–g3 |       |
| Holzgedackt        | 8′    |
| Praestant          | 4′    |
| Rohrflöte          | 4′    |
| Prinzipal          | 2′    |
| Waldflöte          | 2′    |
| Sesquialter        | 2 ⁄3′ |
| Sifflöte           | 1 ⁄3′ |
| Zimbel III-IV      | 2⁄3′  |
| Holzkrummhorn      | 8′    |
| Tremulant          |       |

| II Hauptwerk C–g3 |      |
| Prinzipal         | 8′   |
| Gemshorn          | 8′   |
| Oktave            | 4′   |
| Koppelflöte       | 4′   |
| Superoktave       | 2′   |
| Cornet IV         | 4′   |
| Mixtur V-VI       | 2′   |
| Schlagtöne III    | 1⁄4′ |
| Fagott            | 16′  |
| Trompete          | 8′   |
| Clairon           | 4′   |
| Tremulant         |      |

| III Schwellwerk C–g3 |        |
| Gedeckt              | 16′    |
| Holzprinzipal        | 8′     |
| Gamba                | 8′     |
| Vox coelestis        | 8′     |
| Prinzipal            | 4′     |
| Blockflöte           | 4′     |
| Nasard               | 2 ⁄3′  |
| Schwiegel            | 2′     |
| Terzflöte            | 1 3⁄5′ |
| Scharf IV-V          | 1 ⁄3′  |
| Dulcian              | 16′    |
| Trompette harmonique | 8′     |
| Oboe                 | 8′     |
| Tremulant            |        |

| Pedal C–f1    |     |
| Prinzipalbass | 16′ |
| Subbass       | 16′ |
| Oktave        | 8′  |
| Pommer        | 8′  |
| Flöte         | 4′  |
| Hintersatz V  | 4′  |
| Posaune       | 16′ |
| Trompete      | 8′  |
| Trompete      | 4′  |

- Koppeln: I/II, III/I, III/II, I/P, II/P, III/P
- Spielhilfen: 192-fache elektronische Setzeranlage

## Glocken
Im Jahre 1921 goss die Glockengießerei Otto aus Hemelingen/Bremen drei Bronzeglocken für die Stolberg Lucia-Kirche mit den Schlagtönen g' – a' – h'. Die beiden kleineren Glocken haben die Glockenvernichtung des Zweiten Weltkrieges überlebt. Die g-Glocke wurde eingeschmolzen. An ihre Stelle rückte im Geläut eine Glocke von 1820 eines unbekannten Gießers. Im Jahr 1962 goss Otto eine weitere Glocke für St. Lucia. So erklingt heute ein vierstimmiges Geläut vom Turm mit der Schlagtonreihe: e' – g' – a' – h'. Die Durchmesser der Glocken sind: 1250 mm, 1100 mm, 900 mm, 800 mm. Die Glocken wiegen: 1400 kg, 660 kg, 480 kg, 350 kg.

## Kirchenschatz
Zum Kirchenschatz St. Lucias zählen sakrale Gegenstände, Messgewänder, Fenster, Bücher und Skulpturen. Zur Herstellung des barocken „Kapuziner-Kelches“ wurden zwei Silberleuchter eingeschmolzen. Ein 1724 entstandenes Kreuz nimmt beim Besuch Sterbender oder Kranker Öl und Hostien auf. Eine neugotische Monstranz wurde 1919 von Einbrechern entwendet, von denen einer bei dem Fluchtversuch erschossen wurde.